# Côte-du-Sud
Pour l’article homonyme, voir Côte-du-Sud (circonscription provinciale).
La Côte-du-Sud est une région naturelle, historique et touristique du Québec constituant l'un des territoires les plus anciennement colonisés. Elle s'étend sur la rive sud du fleuve Saint-Laurent, entre les municipalités de Beaumont et de Saint-André-de-Kamouraska. Elle correspond aux municipalités régionales de comté de Bellechasse, Montmagny, L'Islet et Kamouraska.
La région est constituée du littoral parsemé de villages et d'un arrière-pays peu peuplé formant une bande d'environ cinquante à cent kilomètres de largeur jusqu'à la frontière américaine.

## Histoire
Puisqu'aux premiers temps de la colonie le fleuve constituait la seule route, les premiers établissements se sont créés sur les côtes. Dans la région de Québec, des désignations sont apparues pour nommer les régions naturelles : la côte de Beaupré, au nord, la côte de Lauzon, au sud, et la côte du Sud, plus bas sur le fleuve. 
En 1637, la première seigneurie de la Côte-du-Sud, celle de Bellechasse, fut concédée. Elle fut suivie par celle de la Rivière-du-Sud en 1646, par celle des Aulnaies en 1656 et par quatorze autres dans les années 1670. Le terme Côte-du-Sud est entré dans l'usage dès cette époque. À la fin du Régime français, 10 000  des 
60 000 habitants de la Nouvelle-France habitaient cette région. 
Après la Conquête, une douzaine de nouvelles paroisses furent créées dans les basses-terres et sur les premiers contreforts des Appalaches. La construction du chemin de fer du Grand Tronc jusqu'à Rivière-du-Loup en 1859 et le développement routier ont ensuite mené à la création d'une trentaine de nouvelles localités dans l'arrière-pays appalachien. Le fort accroissement de la population a cependant entraîné au tournant du XXe siècle une importante émigration vers d'autres régions du Québec et vers les États-Unis.   
L'arrivée du chemin de fer a transformé la Côte-du-Sud en région de passage vers le bas du fleuve et elle a de plus en plus perdu de son importance démographique à partir de ce moment.

## Économie
L'économie sudcôtoise, fondée traditionnellement sur l'agriculture, la pêche et l'exploitation forestière, a développé un secteur manufacturier assez actif, principalement à Montmagny, L'Islet et La Pocatière. Le tourisme qui s'est développé au XIXe siècle grâce aux stations balnéaires du littoral reste important, notamment à Saint-Jean-Port-Joli et Kamouraska.

## La Côte-du-Sud comme région
Le découpage administratif du Québec sépare la région naturelle et historique de la Côte-du-Sud en deux régions administratives : celle de Chaudière-Appalaches à l'ouest et celle du Bas-Saint-Laurent à l'est. Des voix se sont élevées ces dernières années pour un redécoupage administratif qui respecterait mieux le sentiment d'appartenance et l'histoire.
Le nom de Côte-du-Sud refait cependant surface dans une recommandation, le 12 mars 2008, de la Commission de la représentation électorale du Québec, visant à nommer ainsi la nouvelle circonscription électorale qui couvre la partie est de cette région, les municipalités régionales de comté de Montmagny, L'Islet et Kamouraska. La nouvelle circonscription devient officielle lors de l'élection générale de 2012.

## Héritage

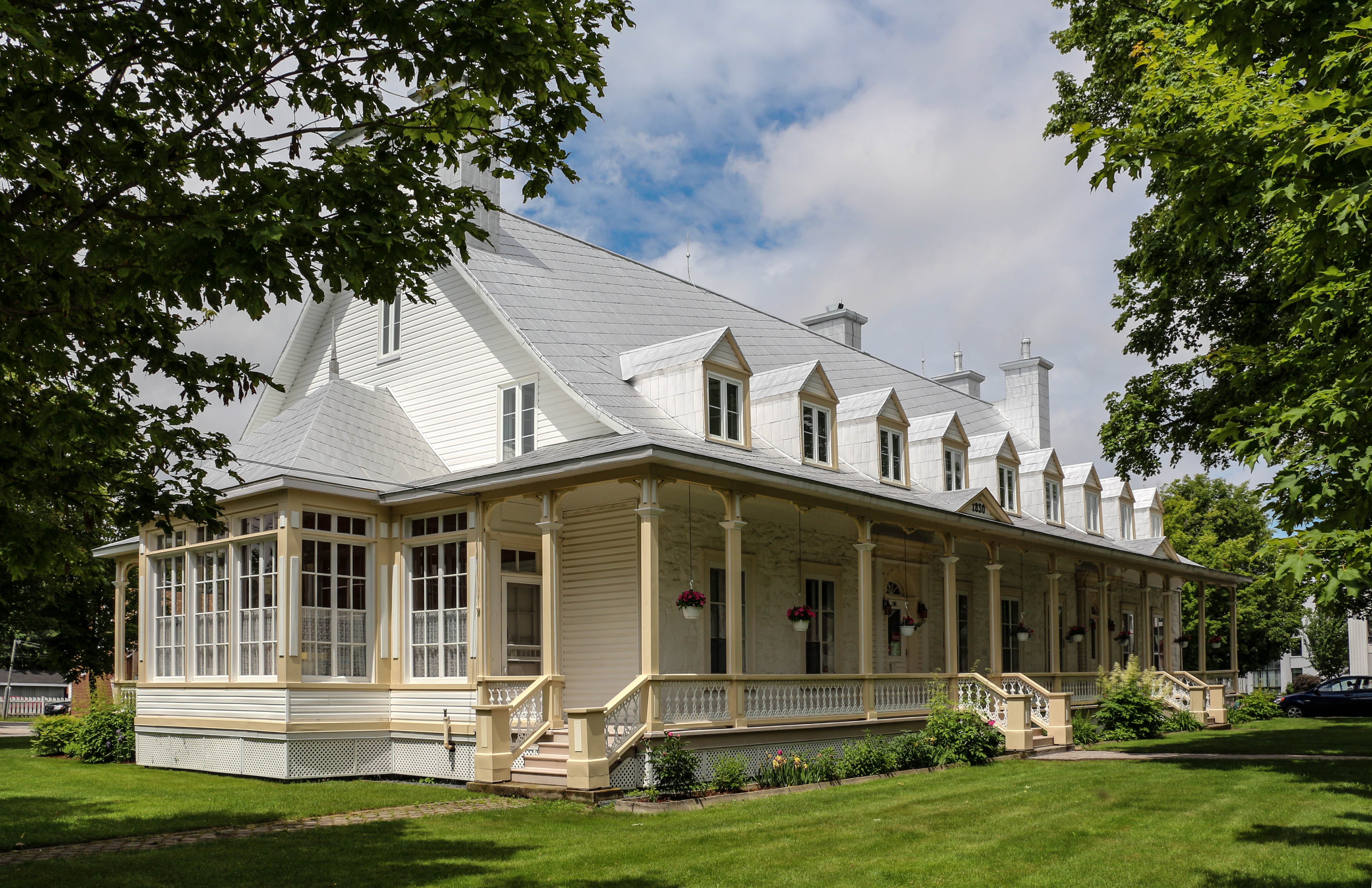
Presbytère de Saint-Anselme
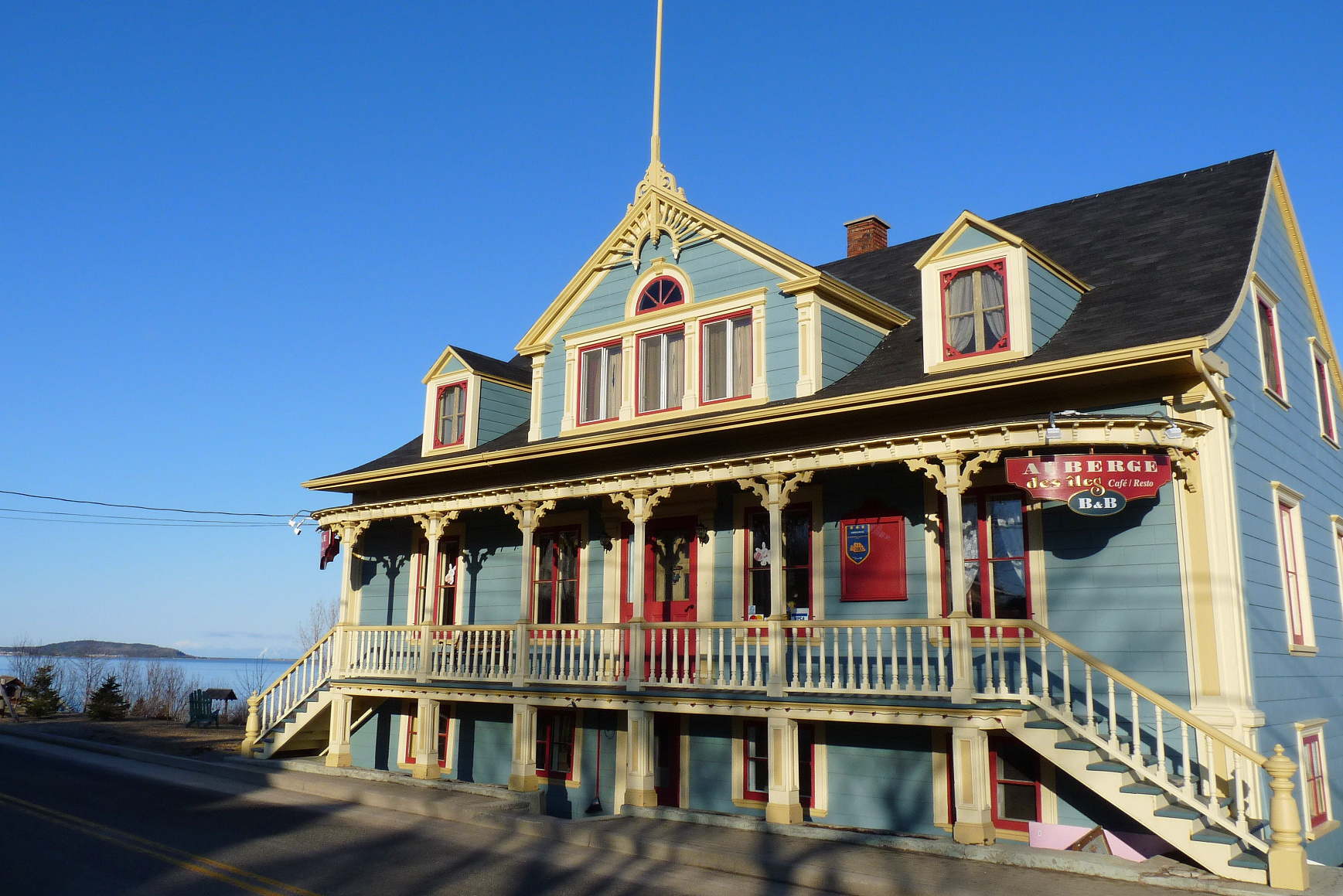
Auberge à Kamouraska
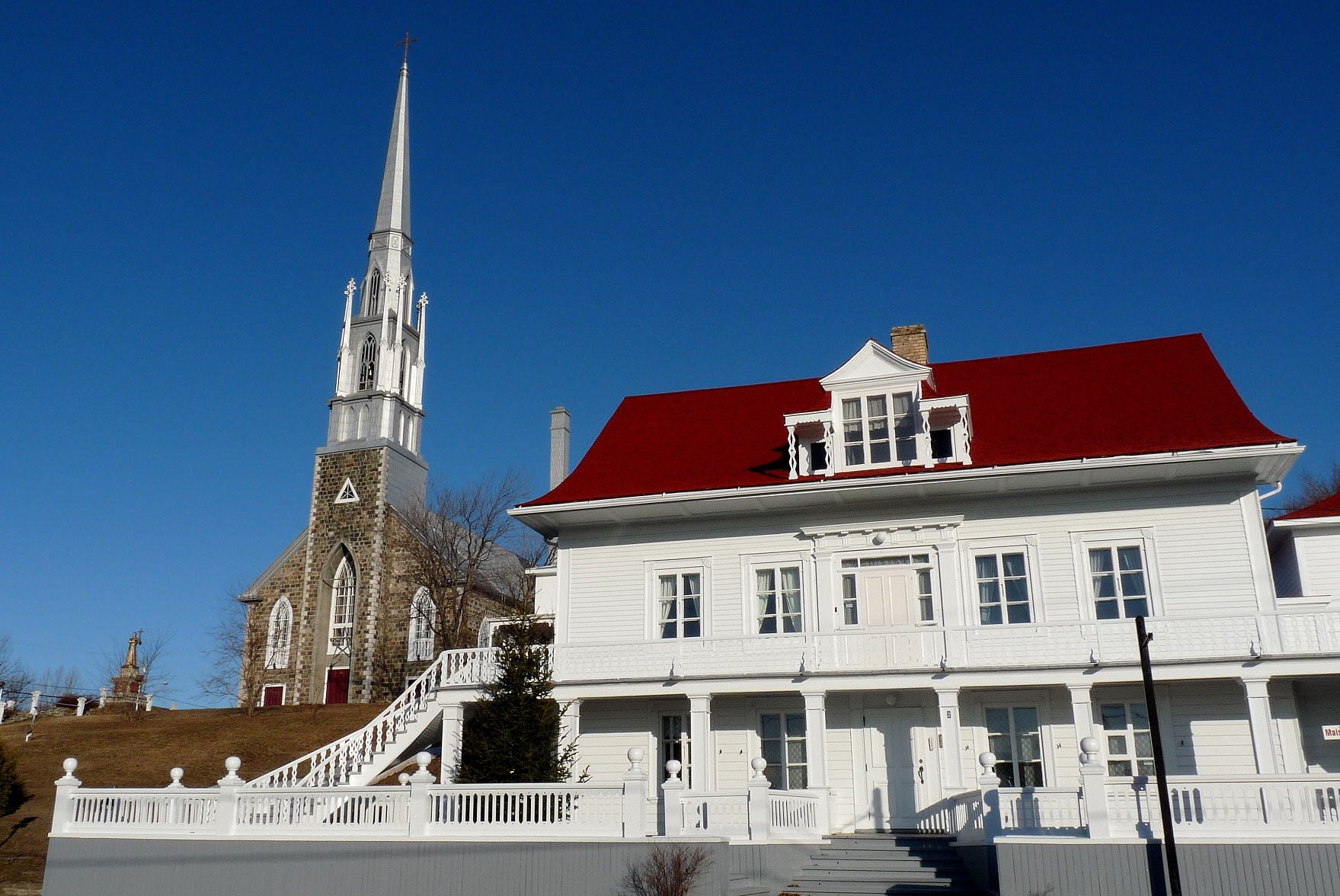
Maison Chapais, Saint-Denis-De La Bouteillerie
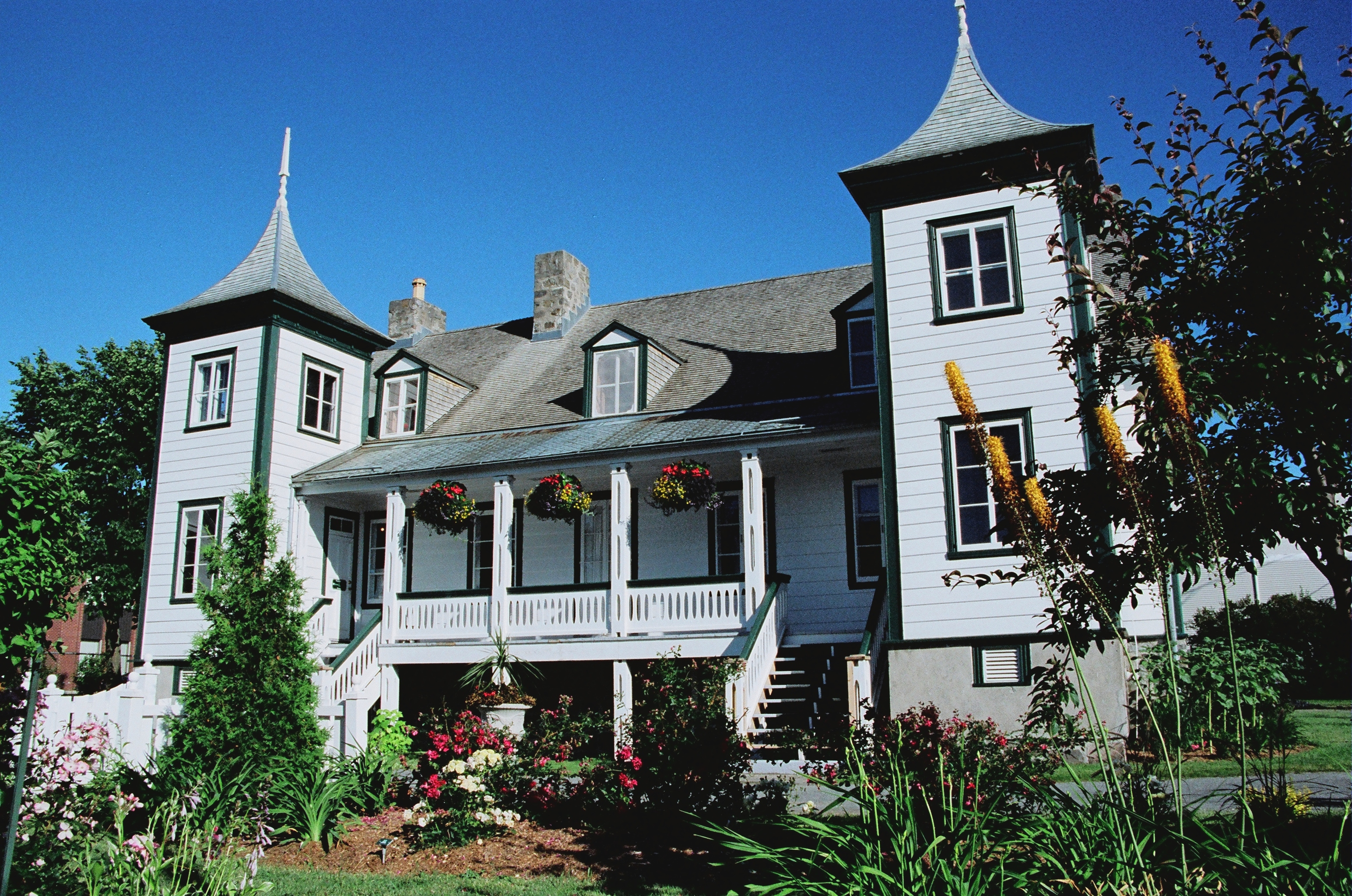
Maison Taché, Montmagny
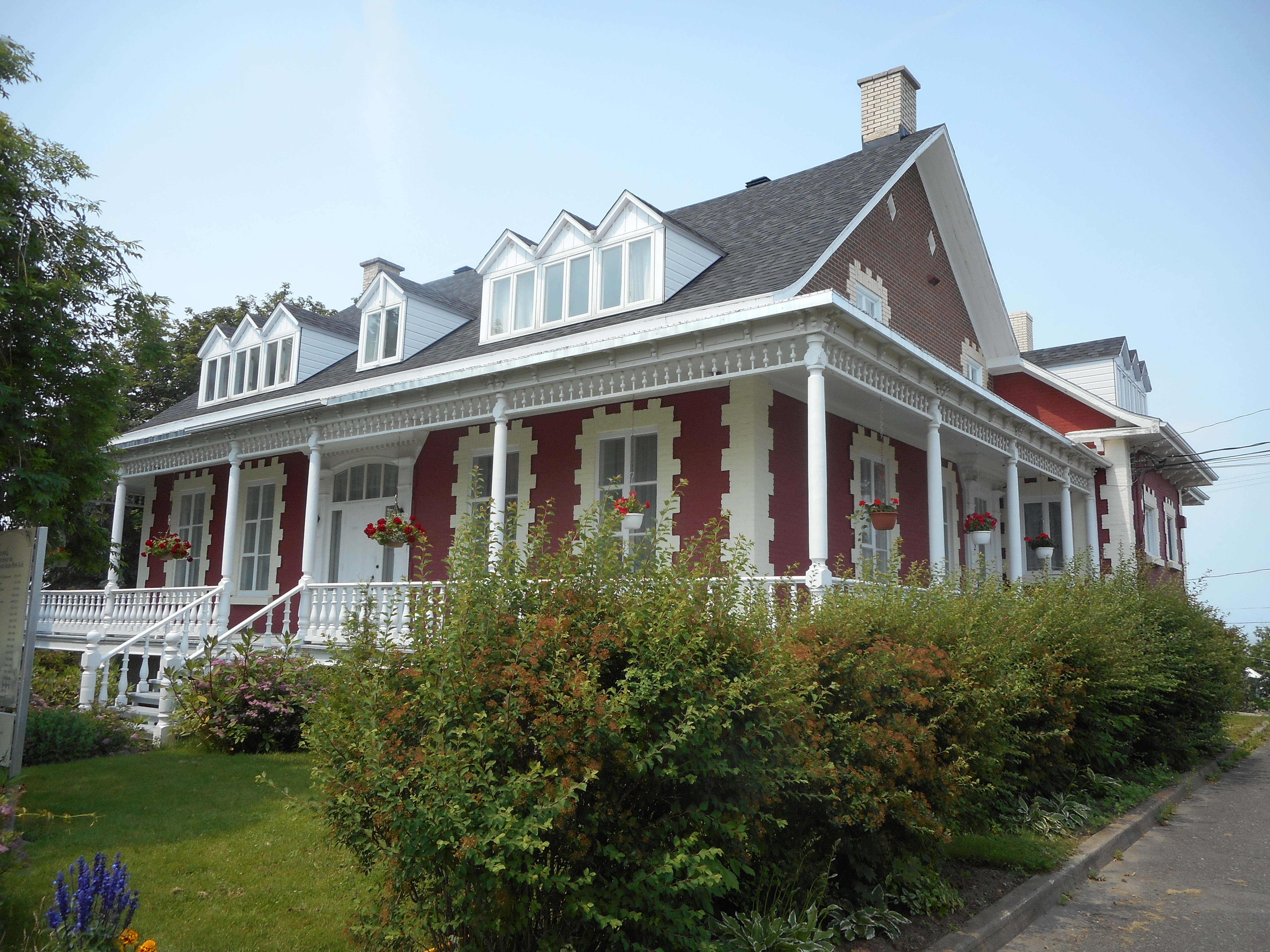
Presbytère de Saint-Jean-Port-Joli
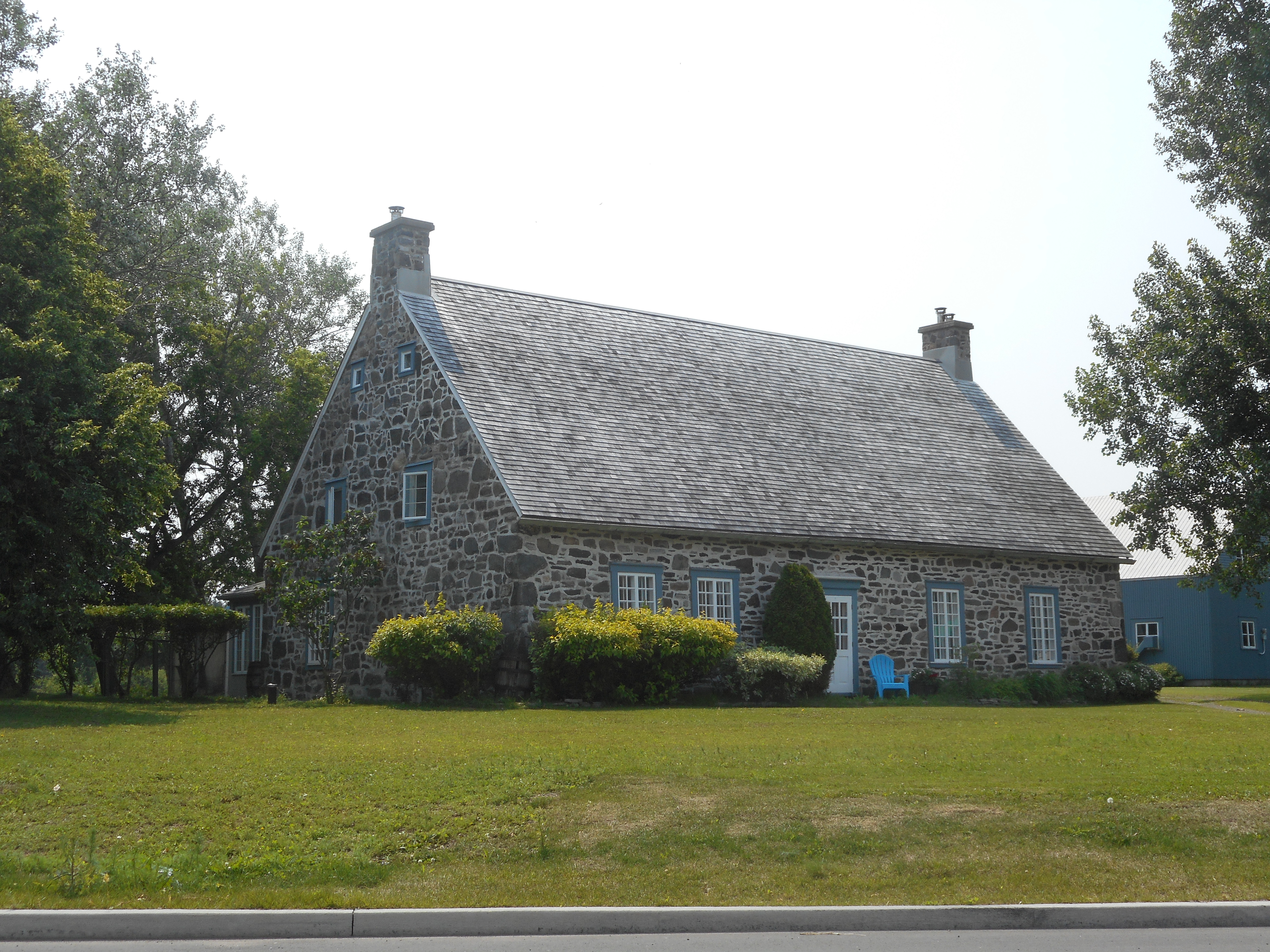
Maison Soulard, Saint-Roch-des-Aulnaies
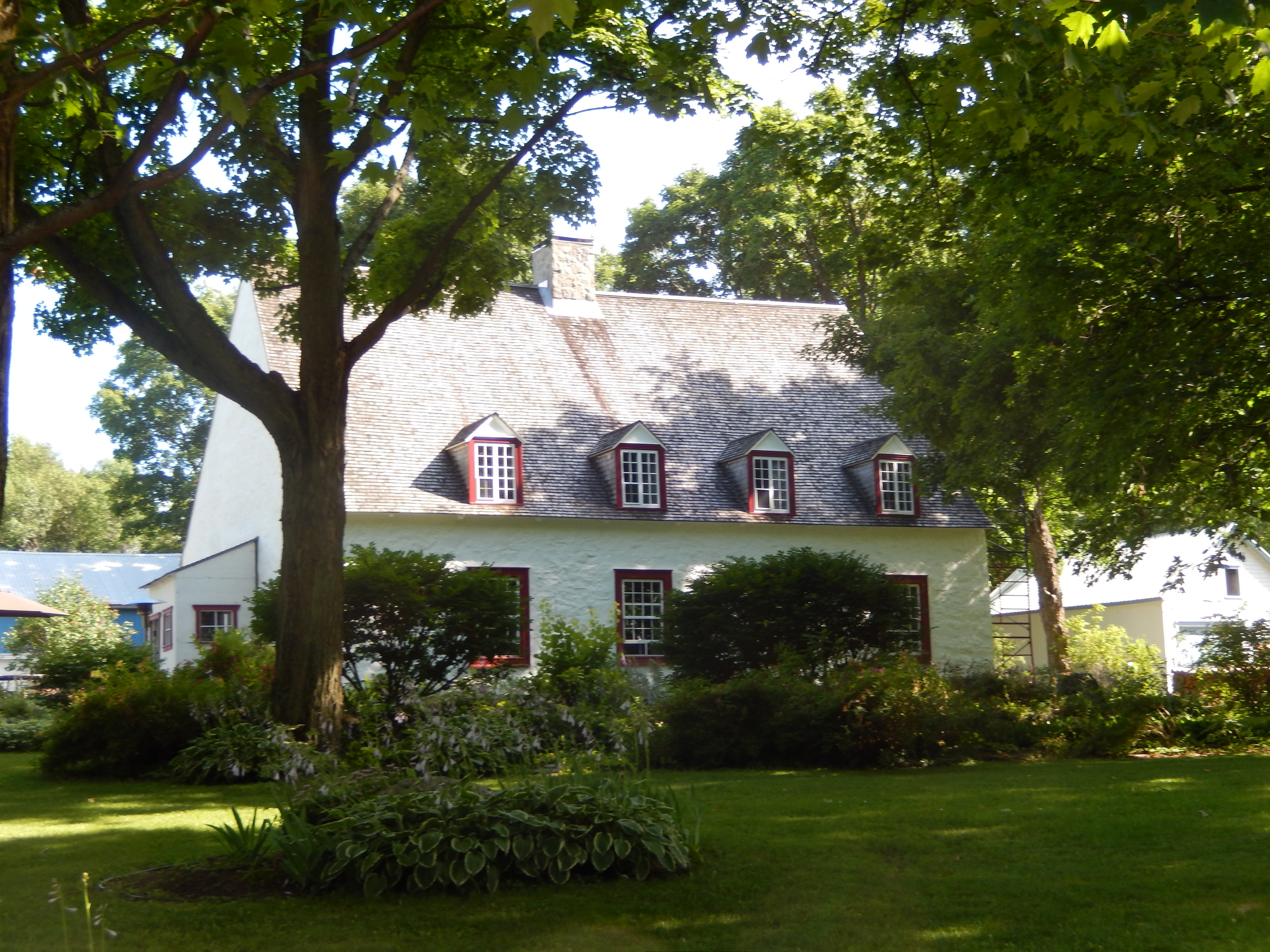
Manoir Gamache, Cap-Saint-Ignace
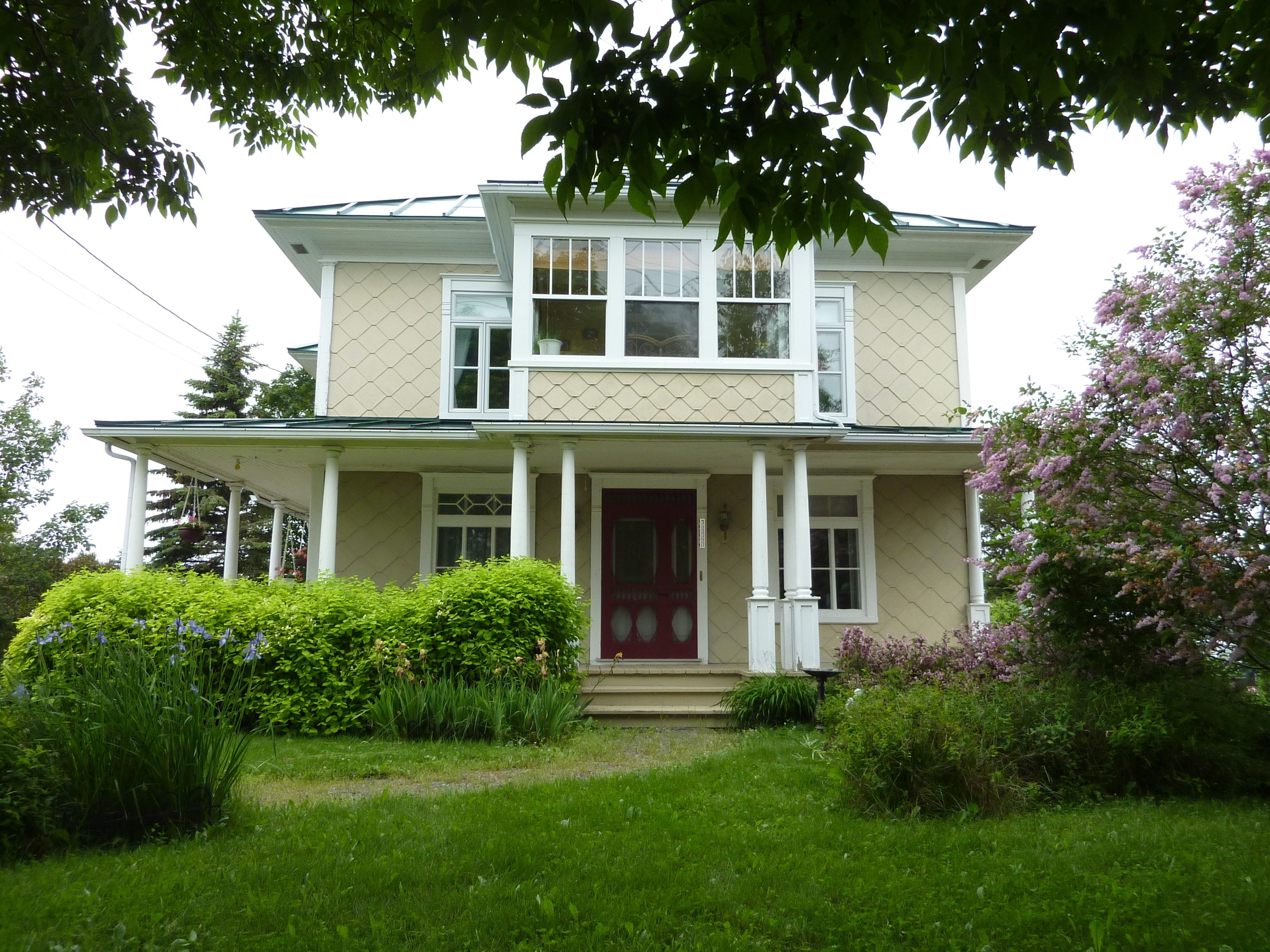
Demeure ancestrale à Sainte-Hélène-de-Kamouraska
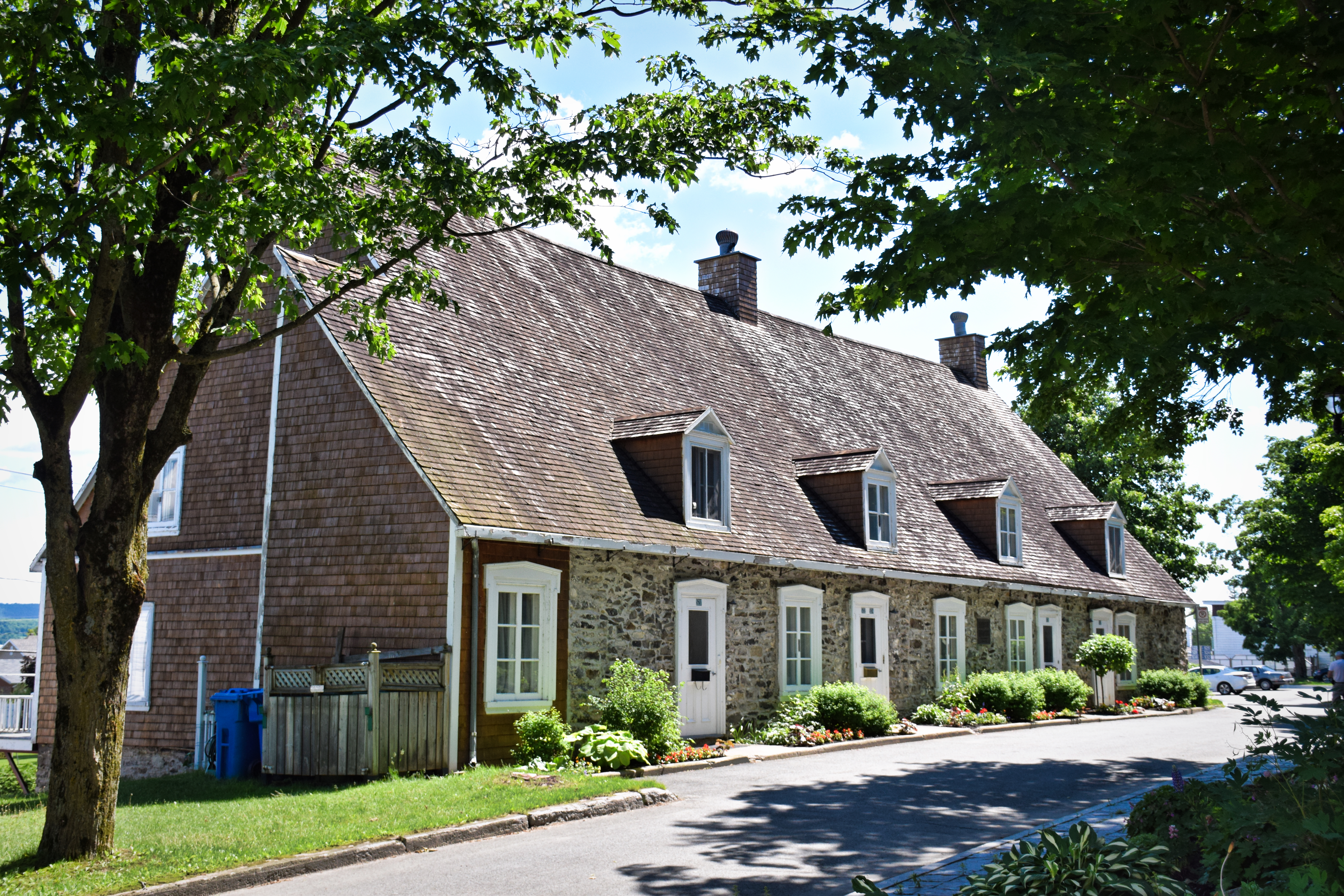
Ancien presbytère de Saint-François-de-la-Rivière-du-Sud
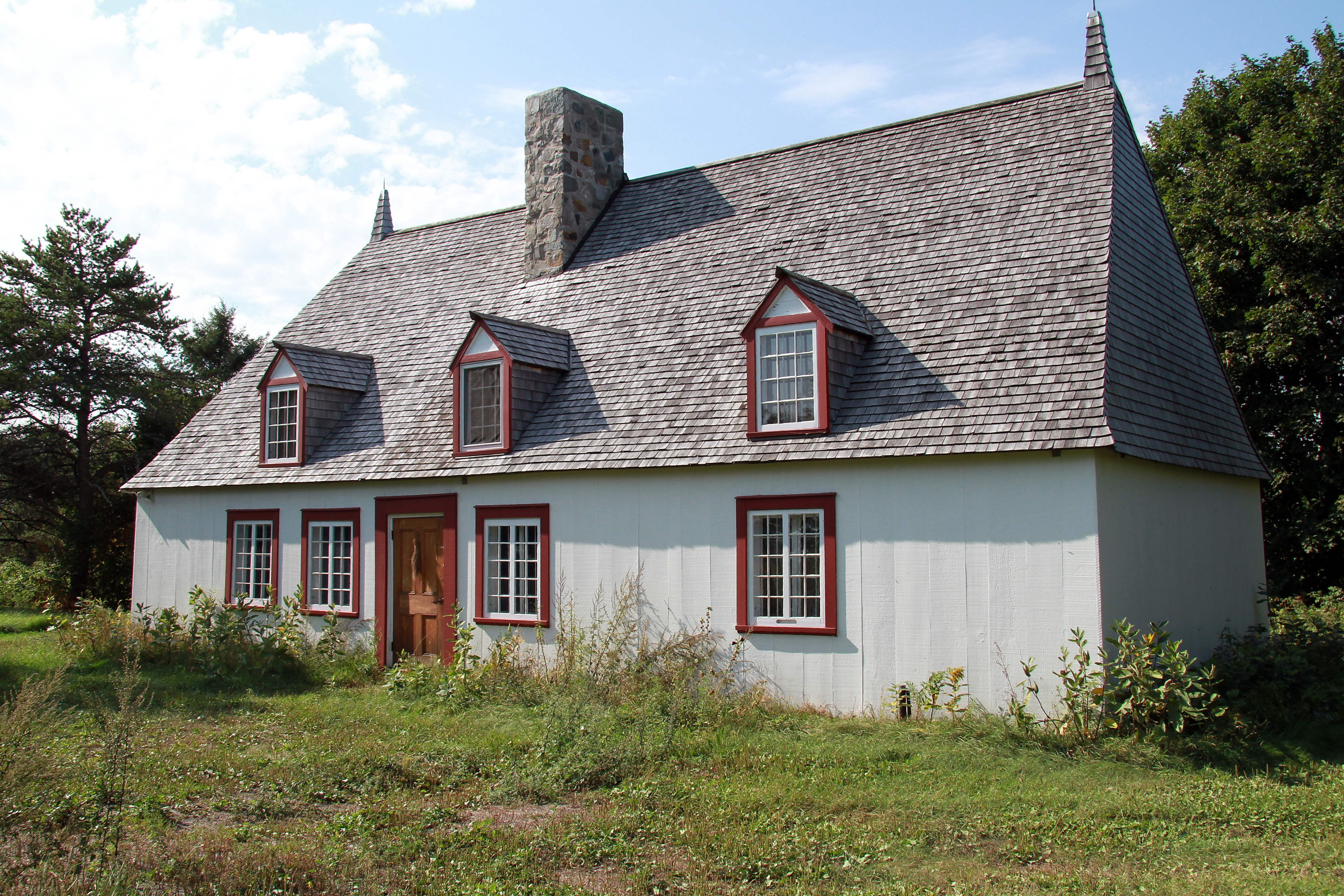
Maison Molleur-dit-Lallemand, Beaumont